# 極星

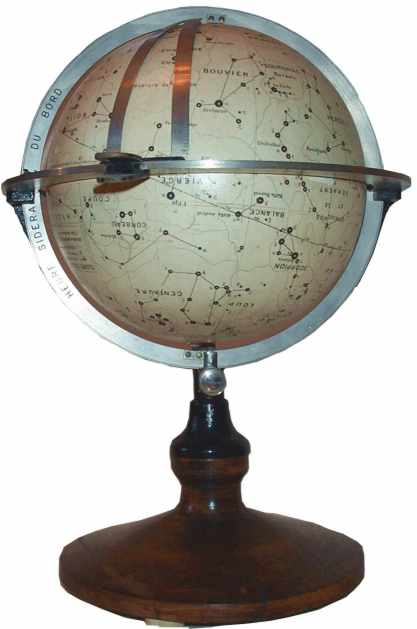
一個法國的"航海球"：一種在海上航行所使用的天球儀。

極星位於地球的自轉軸指向且肉眼可見的恆星，特別是明亮的恆星；也就是說，極星是最靠近天極且明顯可見的恆星，並且當從地球的南極或北極觀看時，這些星幾乎就在頭頂的正上方（相似的觀念也適用於其它的行星）。極星這個名詞通常指的就是北極星，也就是目前最靠近北極的亮星，也就是所知的勾陳一。南天極目前缺乏像北極星這樣的亮星來標示其位置，目前，最靠近天球南極且肉眼可見的恆星是暗淡的南極座σ，它有時也被稱為南極星。當其它的恆星在夜空中的位置明顯的改變時，它們看來都是繞著天球極點在旋轉，極星的視位置在理想中應該是固定不變的。這使他們在天文航海上特別有用：它們各自獨立的指示出地極的方向，而且它們的高度也可以測定地理的緯度。因為天極的位置會緩慢但持續的在群星中漂移，極星的身分也會隨之改變，主要的原因是地球自轉軸的進動，這導致地軸的址相隨著時間而改變。如果恆星在太空中是固定的，進動將造成天極以26,000年的周期繞著天球上一個假想的圓，而在不同的時間會接近不同的恆星。但是，恆星彼此之間也有相對的運動，也就是所謂的自行，則是造成極星漂移的另一個原因。

## 北極的極星（北極星）

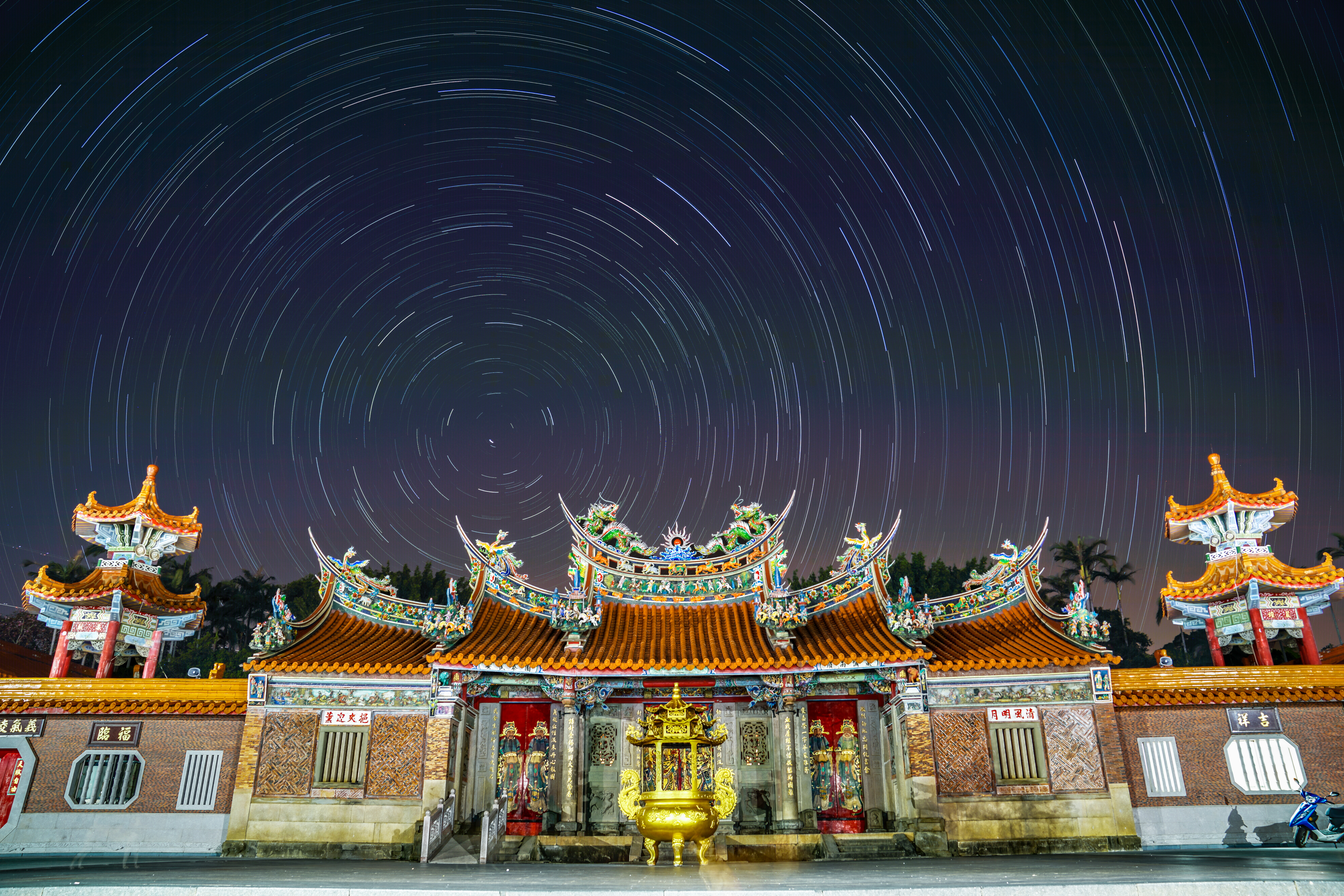
往北天極附近方向拍攝的星跡，靠近同心圓中心的亮星為勾陳一。2018年3月攝於臺灣新竹。

長期曝光拍攝的北極星和周圍恆星的照片，北極星是在左上角固定不動的光點。
在目前，在北極點的恆星，或是北極星，是勾陳一，它距離天球北極點0.75度，是在小熊座尾巴末端，小北斗星群上的一顆恆星。一般常用來尋找北極星的方法是利用北斗七星中距離斗柄最遠的兩顆星，稱為指極星，向勺口的開口方向延伸兩星5倍的距離。
北極星雖然只是一顆亮度中等，視星等為1.97等的變星，但卻是小北斗中最亮的恆星。他目前的赤緯座標是+89°15'50.8"。
北極星在歷史上一直被用於導航，不僅可以指示北方的方向，還可以測定緯度。它永遠出現在北方的天空，而且它的高度相當於觀測者所在地點的緯度。北極星只能在北半球的天空中看見，因此在赤道以南就不能用它來導航。

### 過去和未來

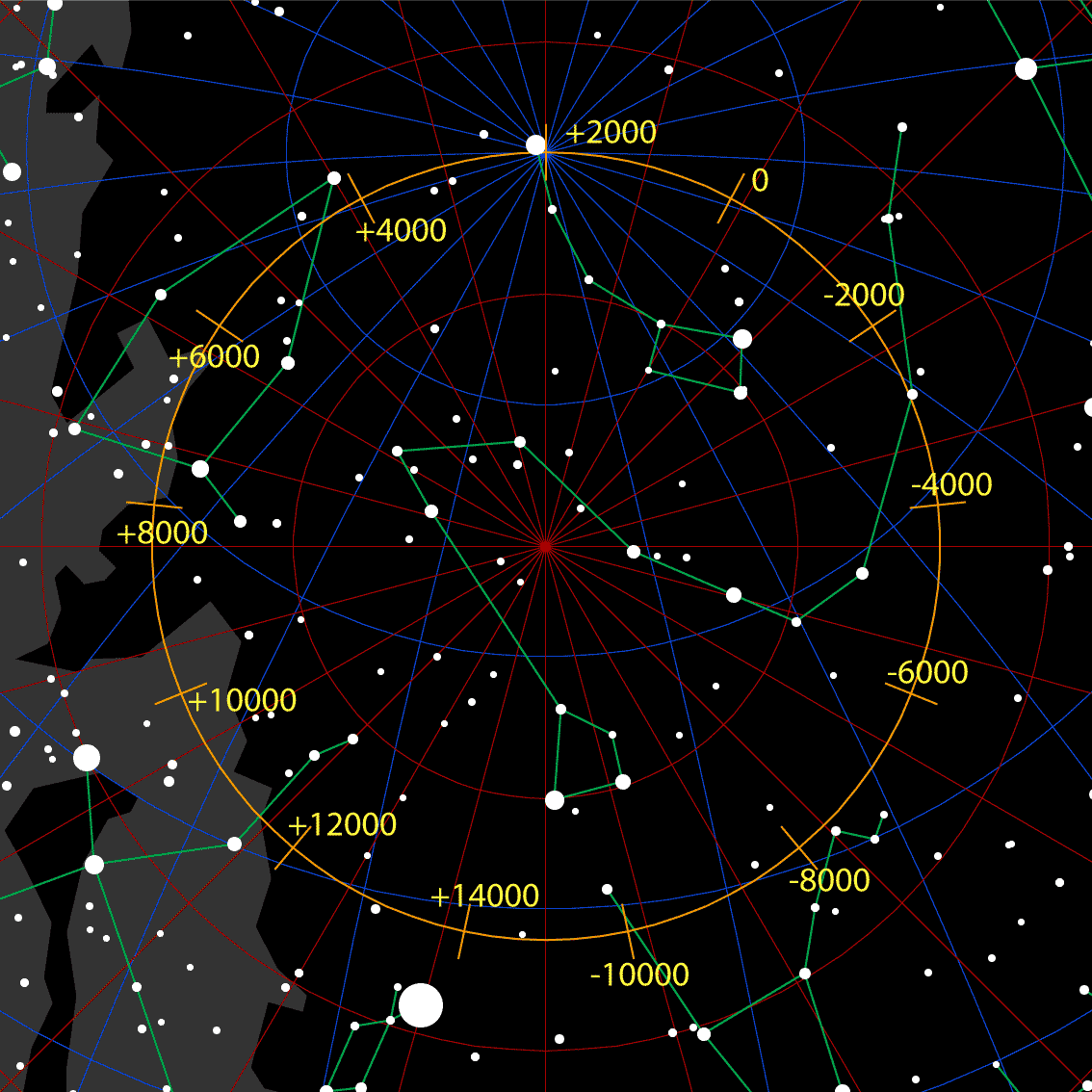
由於歲差的影響，天球北極在群星間移動的路徑，圖中並標示出年份。

由於分點的進動（還有恆星的自行），扮演北極星的恆星或從一顆換成另一顆。由於分點的進動非常緩慢，在天球上繞型完整的一圈需要26,000年，一顆恆星可以擁有北極星這個頭銜好幾個世紀。
北極星的平均位置（考慮進動和自行）可以達到的最大緯度是+89°32'23"，出現在2102年，距離北天極只有1657"或0.4603°。它的視赤緯最大值（考慮章動和光行差）是+89°32'50.62"，出現在2100年，距離北天極只有1629"或0.4526°。
少衛增八（也稱為仙王座γ星，距離45光年遠）在西元3,000年將會比勾陳一更靠近天球北極；天鉤八（仙王座ι）則大約在西元5,200年會成為當時的北極星。
天琴座中最明亮的織女也曾經擔任過北極星（它在西元前12,000年已經擔任過，下次將在西元14,000年），但是他從未接近天球北極至5°以內的距離內。 
現在的北極星要到西元27,800年才會再擔任北極星，但是因為自行的緣故，屆時它將比現在遠離天球北極，而在西元前23,600年，它曾比現代更接近天球北極。
在西元前3,000年，北極星是天龍座暗淡的右樞，它的光度3.67等（4等星），只有現在北極星光度的五分之一，而且在現代被汙染的天空中是看不見的。

## 南極的極星（南極星）
現在，沒有一顆恆星能像北極星一樣代表南極星。南極座σ是肉眼能看見最靠近天球南極的恆星，但是其視星等只有5.45等，因此用途不大。它與天球南極的角距離是1° (截至2000年)。南十字座是靠近南極，類似南極星的一個星座，經由它可以指出南極所在的位置。在赤道可以同時看見北極星和南十字座。

### 過去和未來

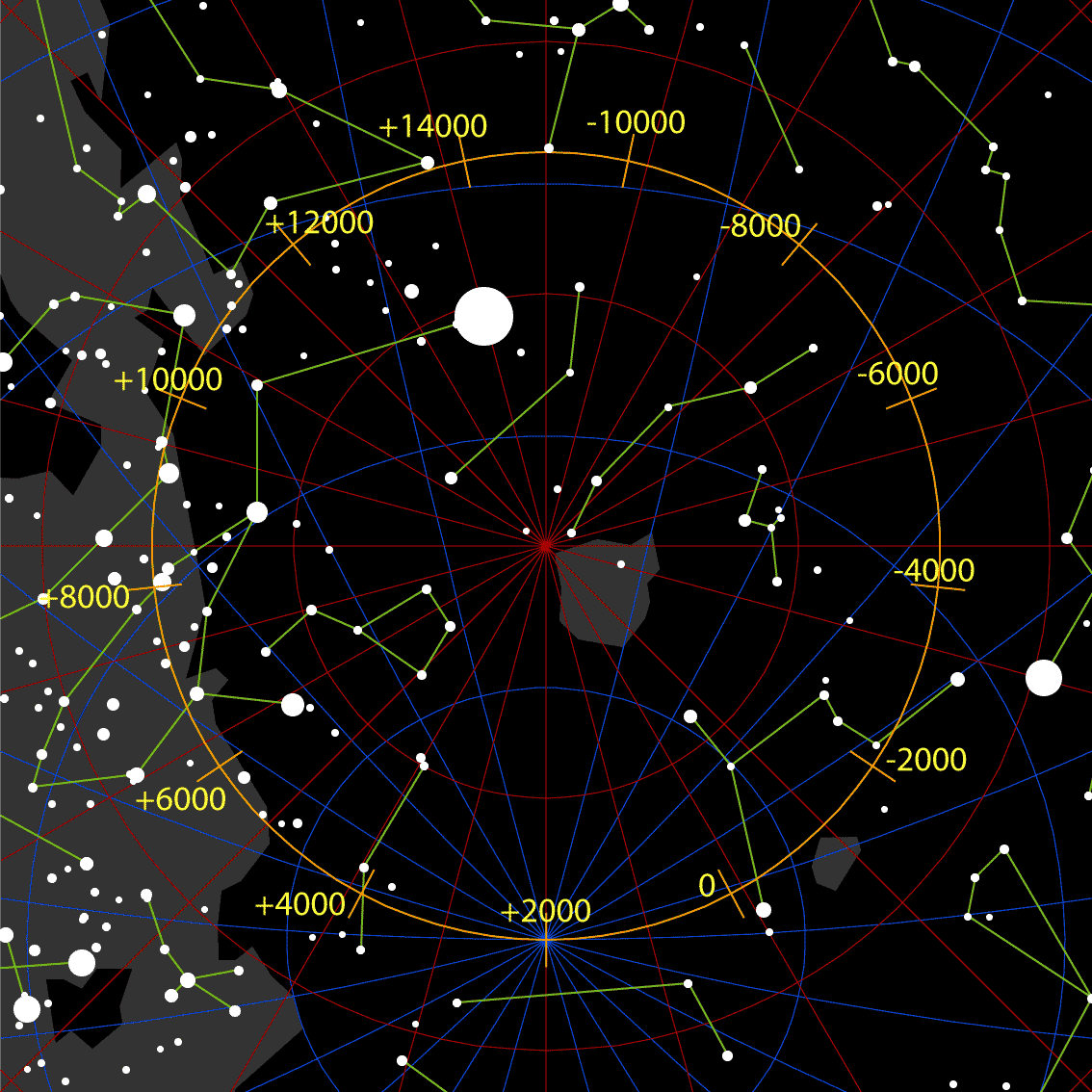
由於歲差的影響，天球南極在群星間移動的路徑。

雖然，現在的天球南極缺乏一顆像北極星一樣可以標示位置的亮星，但隨著時間緩慢的進行（由於進動）意謂著其它的恆星有可能成為南極星。天球南極正朝向南十字座移動中，而在過去2,000年左右，它一直指示出天球南極的所在。長期下來的結果是，現代的我們不再能像古希臘人一樣，從亞熱帶的北緯地區看見南十字座。在未來的7,500年，天球南極將會經過蝘蜓座(西元4,200年)、船底座I、船底座ω(西元5,800年)、船底座υ、船底座ι(西元8,100年)和船帆座δ(西元9,200年)。從80世紀至90世紀，天球南極將穿越與行經南天假十字。

## 極星的其他名稱
北極星曾有許多傳統的名稱：Alruccabah、Cynosura、Dhruv、Phoenice、Tramontana、 Angel Stern、Navigatoria、Star of Arcady、Yilduz、Mismar、Gwiazda Polarna、Polyarnaya。 Cynosūra是源自希臘的κυνόσουρα "狗尾巴"，而在英文中的源頭則是"cynosure"這個字；Yilduz 式來自土耳其文的"恆星"這個字(參見：勾陳二)。

## 其它的行星
其它行星的極星以相同的定義推定：它們是最接近行星自轉軸投影到天球上的位置或與投影位置一致的恆星。因為自轉軸指向的不同，每顆行星的極星都不一樣。
- 水星的北極星是天龍座ο，南極星是繪架座α [4]。
- 天龍座φ是最接近金星南極的恆星，雖然劍魚座Eta¹更亮，但不夠接近。
- 劍魚座δ是月球的南極星。
- 船帆座κ是距離火星自轉軸南極只有幾度的恆星，火星自轉軸的北極指向天鵝座頂端的兩顆恆星天鵝座γ和天鵝座α[5]。
- 南極座δ是土星的南極星。
- 蛇夫座η是天王星的北極星，獵戶座15是它的南極星。
- 海王星的北極指向天鵝座γ和天鵝座δ的中間，它的南極星是船帆座γ。

下表列出了行星自轉軸的位置：
| 行星   | 天球北極點 | 天球北極點 | 天球南極點 | 天球南極點 |
| 行星   | RA         | Dec        | RA         | Dec        |
| ------ | ---------- | ---------- | ---------- | ---------- |
| 水星   | 281.01     | +61.45     | 101.01     | −61.45     |
| 金星   | 272.76     | +67.16     | 92.76      | −67.16     |
| 地球   | —          | +90.00     | —          | −90.00     |
| 火星   | 317.68     | +52.88     | 137.68     | −52.88     |
| 木星   | 268.05     | +64.49     | 88.05      | −64.49     |
| 土星   | 40.56      | +83.54     | 220.56     | −83.54     |
| 天王星 | 257.43     | −15.10     | 77.43      | +15.10     |
| 海王星 | 299.36     | +43.46     | 119.36     | −43.46     |

因為天王星的旋轉是'倒退的'，因此天王星的北天極緯度是負值。金星的北天極也應該是負值，但是在參考資料上忽略了此一事實。
有些小行星的旋轉是多軸的，可能是因為曾被其他的天體撞擊導致的，因此這些小行星在太空中翻滾而沒有極星。行星也可能受到相同的影響，雖然可能性不大，因為行星的質量遠大於小行星，而且球體的形狀也使它在受到撞擊時，較不容易產生第二個旋轉軸。

## 外部連結
- Star trails around Polaris
- 黃一農：〈極星與古度考〉。